# Il circo (film 1928)
Il circo (The Circus) è un film muto diretto, interpretato e prodotto da Charlie Chaplin.

## Trama

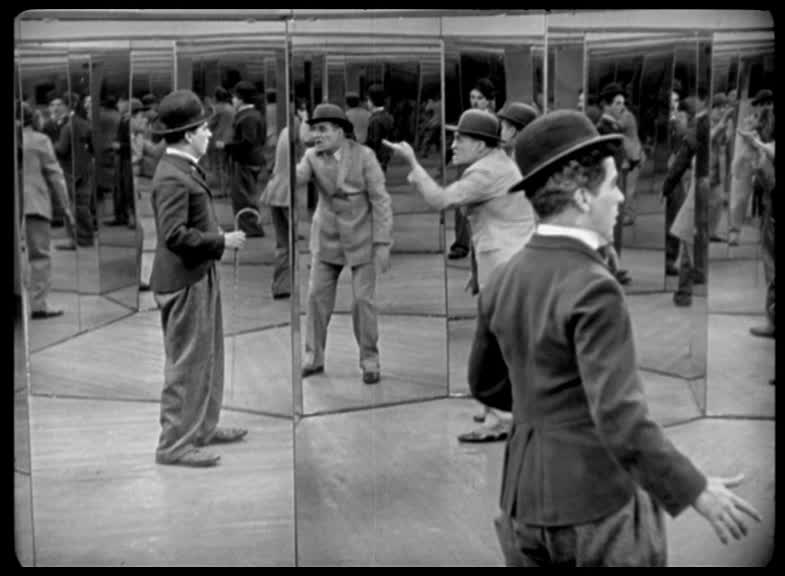
Charlot nella stanza degli specchi

Una tranquilla visita del vagabondo alla fiera rischia di trasformarsi in un mare di guai. Un borsaiolo, vistosi scoperto dalla sua vittima, si disfa della refurtiva nascondendola nelle tasche di un ignaro Charlot. Questi tenta di discolparsi ma poi è costretto a fuggire dai poliziotti, entrando dapprima in un labirinto degli specchi, poi sostituendosi a degli automi, dei quali imita alla perfezione i movimenti meccanici, e infine irrompendo al centro della pista di un circo durante l'esibizione di un improbabile e maldestro illusionista. Con la propria comparsa e la goffaggine del suo comportamento Charlot provoca le fragorose risate del pubblico, piacevolmente sorpreso dall'improvviso sviluppo comico del numero di magia.
Lo scarso livello qualitativo degli artisti e la conseguente precaria condizione economica del circo suggeriscono al proprietario di assumere l'artefice del ritrovato entusiasmo degli spettatori, cioè Charlot. Egli viene iniziato ai rudimenti dell'arte del clown, ma con risultati assolutamente deludenti e controproducenti che ne decretano il licenziamento. L'improvviso sciopero degli inservienti del circo vale il reintegro del vagabondo nell'organico in qualità di attrezzista. In questo modo egli ha l'occasione, involontariamente, di rivelare nuovamente la sua capacità di far ridere il pubblico con il proprio comportamento sconclusionato. Lo scaltro proprietario, accortosi della sua comicità inconsapevole, decide di sfruttare Charlot come buffone per risollevare le sorti del circo, ma senza riconoscergli nulla.
Il vagabondo stringe amicizia con la bella figlia del padrone e se ne invaghisce: sarà proprio la ragazza ad aprirgli gli occhi sulla situazione del suo impiego sottopagato e a incoraggiarlo a rivendicare dignità e salario. L'arrivo di un nuovo artista, l'equilibrista Rex, e gli sguardi languidi lanciatigli dalla ragazza destano la gelosia di Charlot che prova a emulare di nascosto il rivale alla corda sospesa, fin quando non sarà sorpreso dal principale. La disillusione amorosa azzera il potenziale del vagabondo, il cui numero non fa più divertire il pubblico, ma soltanto arrabbiare il padrone.
L'occasione di rivalsa gli si offre quando deve sostituire l'equilibrista, temporaneamente introvabile, nel suo spettacolo alla corda. La sfortuna, l'imperizia e l'accanimento di alcune scimmiette dispettose, che quasi provocano la sua caduta, compromettono la riuscita del numero che Charlot aveva astutamente preparato con la complicità di un addetto alla corda, il quale avrebbe dovuto sostenerlo in sicurezza durante le evoluzioni acrobatiche. Il venir meno di questo accorgimento e - soprattutto - un litigio con il principale decretano il definitivo licenziamento del vagabondo.
La ragazza, continuamente vessata dal padre, fugge dal circo raggiungendo Charlot il quale, consapevole dei sentimenti di lei, predispone un piano affinché Rex la sposi e la sottragga alle angherie paterne.  La condizione posta per il ritorno dei due artisti, ormai sposati, nella compagnia del padre — che non può rinunciare alle loro esibizioni — è la riassunzione del vagabondo. Charlot sembra accettare, ma quando la carovana circense riparte, sceglie di non unirsi più alla troupe. Una volta scomparsi all'orizzonte egli si avvia mestamente, ma dignitosamente, incontro a una nuova avventura.

## Produzione
Il circo fu uno dei più riusciti capolavori di Chaplin, ricco di invenzioni comiche quanto di sottile sentimento e poesia, ma costò molta fatica all'attore londinese, che dové tribolare parecchio per portarlo a termine causa le disavventure che ne tormentarono la produzione. Solo sul finire degli anni sessanta egli si riappacificò con questa pellicola, che evidentemente doveva ricordargli tanti dispiaceri, allorché per la nuova edizione compose la traccia musicale e interpretò personalmente, a 79 anni, la canzone d'apertura del film.
Vicissitudini coniugali intervenute durante la lavorazione del film minarono seriamente l'equilibrio psichico di Chaplin. Il forzato e infelice matrimonio con Lita Grey si avvicinava ormai alla definitiva rottura, per quello che sarebbe stato il più sensazionale divorzio dell'Hollywood del tempo: esorbitanti le richieste economiche della donna e miserevole il suo tentativo di distruggere la carriera artistica del marito con l'infamia e lo scandalo.
La pellicola rischiò inoltre di non arrivare mai sugli schermi allorché i legali della controparte chiesero e ottennero il sequestro dei beni di Chaplin. Aspettandosi una mossa del genere, l'attore si era premurato di mettere al sicuro il materiale girato; tuttavia il blocco degli studios gli costò otto mesi di inattività e un grave esaurimento nervoso, con manifestazioni di insonnia e di fobie a sfondo igienista, altre insane fissazioni e l'improvviso ingrigirsi dei capelli che, alla ripresa della lavorazione, lo costrinse a ricorrere alla tintura. Pregio di Lita fu di suggerire una sua amica come primattrice: Merna Kennedy, diciottenne al debutto cinematografico e, successivamente, involontaria fonte di gelosia per l'amica di un tempo.

### Vicissitudini
- Ancor prima dell'inizio delle riprese il tendone del circo, ricostruito negli studios, fu seriamente danneggiato da una bufera di vento e pioggia.
- Dopo quattro settimane di lavorazione, Chaplin ebbe l'amara sorpresa di scoprire che i negativi originali erano completamente inservibili a causa di rigature causate da un errore del laboratorio.
- Al nono mese di riprese, un incendio distrusse completamente il set danneggiando anche le apparecchiature tecniche.
- La scena finale prevedeva che i carrozzoni del circo si allontanassero lungo la strada: la notte precedente le riprese, tuttavia, essi erano stati trafugati da una compagnia di goliardi.
- Per il numero di acrobazia sulla corda sospesa, Chaplin dovette apprendere la tecnica dell'equilibrio, sottoponendosi a intensivi allenamenti sotto la direzione di Henry Bergman, l'unico della troupe con esperienze circensi.
- La scena nella gabbia del leone fu girata complessivamente circa duecento volte; ciò nonostante il terrore realmente provato da Chaplin, come rivelò egli stesso.

## Distribuzione
Distribuito negli USA dall'United Artists, fu proiettato la prima volta a New York il 6 gennaio 1928.

## Riconoscimenti
Il circo valse a Chaplin un Oscar alla carriera nella prima edizione degli stessi "per la versatilità e il genio nella recitazione, sceneggiatura, regia e produzione". In realtà egli era candidato all'Oscar come miglior attore: ma l'Academy lo escluse dalla competizione perché potesse ricevere un premio speciale. Eppure di questo film Chaplin non parla affatto nella sua autobiografia.